# Calopsyra
Calopsyra is een geslacht van rechtvleugeligen uit de familie sabelsprinkhanen (Tettigoniidae). De wetenschappelijke naam van dit geslacht is voor het eerst geldig gepubliceerd in 1891 door Brunner von Wattenwyl.

## Soorten
Het geslacht Calopsyra  is monotypisch en omvat slechts de volgende soort:
- Calopsyra octomaculata (Westwood, 1848)